# Baranowskaja (rejon wożegodski)
Baranowskaja (ros. Барановская) – wieś w Rosji, w rejonie wożegodskim obwodu wołogodzkiego. W 2010 r. liczyła 35 mieszkańców.